# Kloster Limburg
Das Kloster Limburg (einst Stift „Zum Heilgen Kreuz“ oder Kloster Limburg an der Haardt, nach dem Zerfall oft auch Klosterruine Limburg) ist eine ehemalige Benediktinerabtei, die vom 11. Jahrhundert bis zur Reformation bestand. Die im romanischen Stil errichtete Anlage liegt am Ostrand des Pfälzerwalds auf der Gemarkung der rheinland-pfälzischen Kreisstadt Bad Dürkheim und ist seit langer Zeit Ruine. Sie zählt zu den größten und bedeutendsten Denkmälern der frühsalischen Baukunst.

## Geographie

### Lage
Die Klosterruine Limburg liegt im Naturpark Pfälzerwald exponiert über dem Südufer eines linken Rhein-Nebenflusses, der Isenach, die im Westen von Bad Dürkheim die Haardt, den Ostrand des Pfälzerwalds, durchbricht und durch das schmale Hügelland an der Deutschen Weinstraße in die Rheinebene eintritt. Die Anlage befindet sich auf dem heutigen Limburgberg, der 260,5 m hoch ist, und zwar nordöstlich des Gipfels etwas unterhalb auf 245 bis 250 m Höhe. Ihre Längsachse erstreckt sich von Südwest nach Nordost. An das Klostergelände grenzt von Südosten das 1989 gegründete und etwa 12 Hektar große Naturschutzgebiet Haardtrand - Am Limburgberg (Gebietsnummer: NSG-7332-109).
Die Limburg lässt sich zu Fuß über die Bad Dürkheimer Stadtteile Grethen und Hausen erreichen, mit dem Kraftfahrzeug über den Stadtteil Seebach.

### Umgebung
In der Umgebung gibt es weitere historische Stätten: ebenfalls rechts der Isenach die mittelalterliche Hardenburg und das romanische Benediktinerinnenkloster Seebach, gegenüber, links der Isenach, den Teufelsstein mit vermutlich urgeschichtlichen Bearbeitungsspuren, die große keltische Siedlung Heidenmauer und den römischen Steinbruch Kriemhildenstuhl.

## Geschichte

### Frühgeschichte
Das älteste festgestellte Bauwerk auf dem späteren „Linthberg“ ist eine keltische Höhensiedlung. Archäologische Ausgrabungen sollen weitere Erkenntnisse zu diesem keltischen Zentrum erbringen. Weitere Zeugnisse der keltischen Epoche im Umland sind das 1864 beim Bau der Pfälzischen Nordbahn zwischen Bad Dürkheim und Wachenheim an der Weinstraße entdeckte Fürstengrab auf dem Heidenfeld sowie Anzeichen für weitere fünf mögliche Fürstengräber und der Fund einer Carnyx, eines keltischen Blasinstruments, bei Umbauarbeiten im Bereich der heutigen Gaststätte im Klosterbezirk. Auch aus der römischen Zeit gibt es Funde.

### Hochmittelalter
Im 9. Jahrhundert legten die in Worms residierenden Gaugrafen aus dem Geschlecht der Salier eine Burg an, die den Eingang des Isenachtals beherrschte. Wie die Burg ausgesehen hat, ist weitgehend unbekannt. Die archäologisch ausgegrabenen Relikte sind spärlich, und die ergrabenen Befunde erfassen nur einen Teil der Anlage. Sie lassen eine Rekonstruktion nicht zu. Es ist nicht bekannt, ob die Burg zur Zeit der Klostergründung noch genutzt oder schon aufgegeben war. Deren militärische Funktion übernahm gut 300 Jahre später die Hardenburg, die 2 km weiter westlich errichtet wurde.
Unter Beibehaltung des Namens in der Umgangssprache, der offiziell allerdings Kloster „Zum Heiligen Kreuz“ lautete, wurde die Limburg ab 1025 als Hauskloster der Salier zu einer Abtei des Benediktinerordens mit Basilika umgebaut. Als Baumeister der Anlage wurde ein Mönch namens Gumbert identifiziert, der 1035 auch kurzfristig als dritter Abt amtierte und dessen Grabplatte erhalten ist, von dem aber sonst kaum etwas bekannt ist. Einige Jahre später begann der Bau des Doms zu Speyer.
Das Kloster erhielt eine reiche Ausstattung, die sich weit über die Region hinaus erstreckte. Erste Teile der Kirche wurden 1035 in Anwesenheit Kaiser Konrads der Gottesmutter Maria geweiht. Es handelte sich um drei Altäre in der Krypta. Die Weihe der gesamten Kirche erfolgte 1042. Als Patrozinium wurden das Heilige Kreuz, die Jungfrau Maria und der Evangelist Johannes gewählt. Die offizielle Bezeichnung der Abtei lautete: „Stift zum Heiligen Kreuz“. Darauf bezieht sich auch dessen Wappen, ein schwarzes Kreuz auf silbernem Feld.

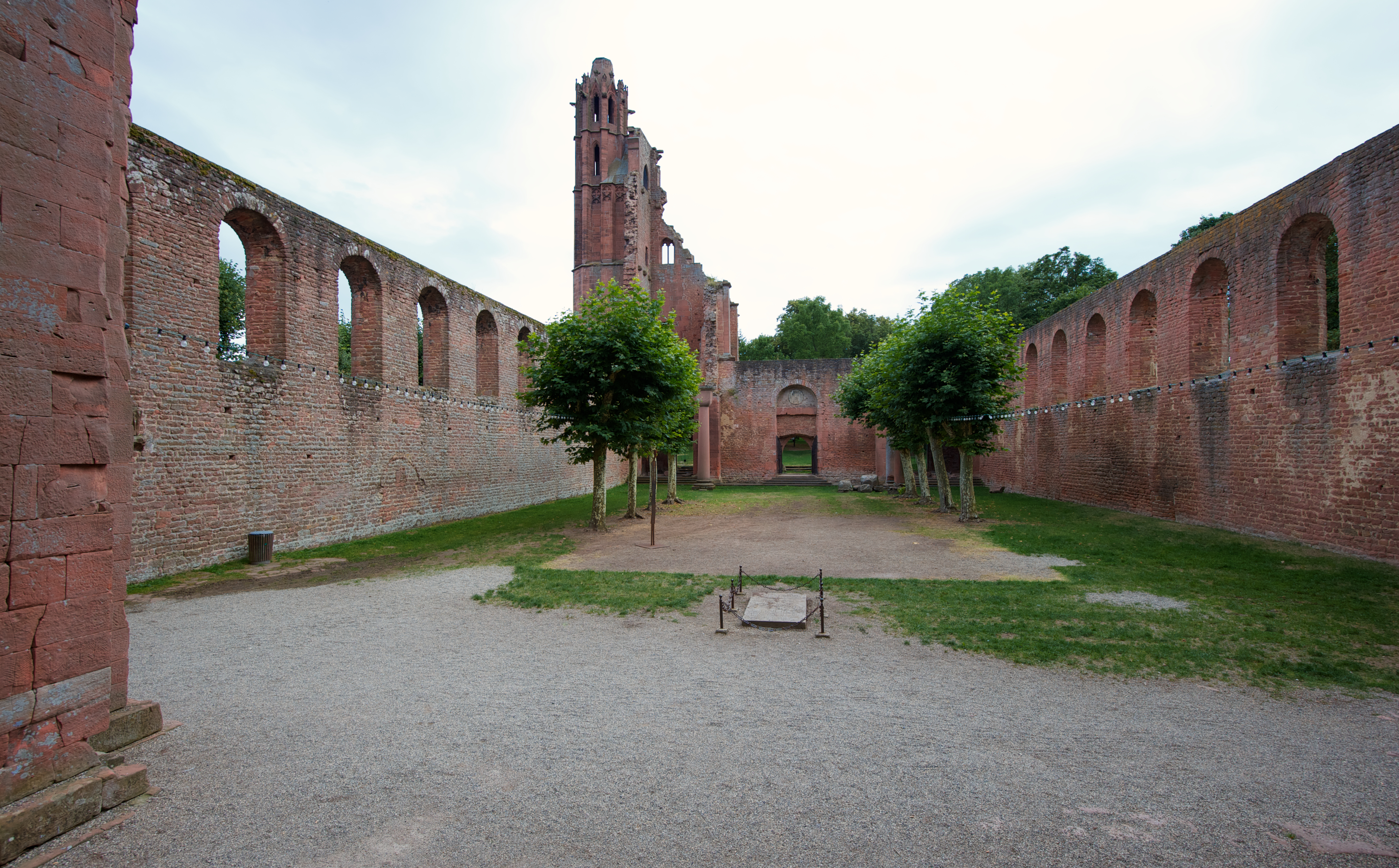
Mittelschiff gegen Südwesten mit Grab der Königin Gunhild
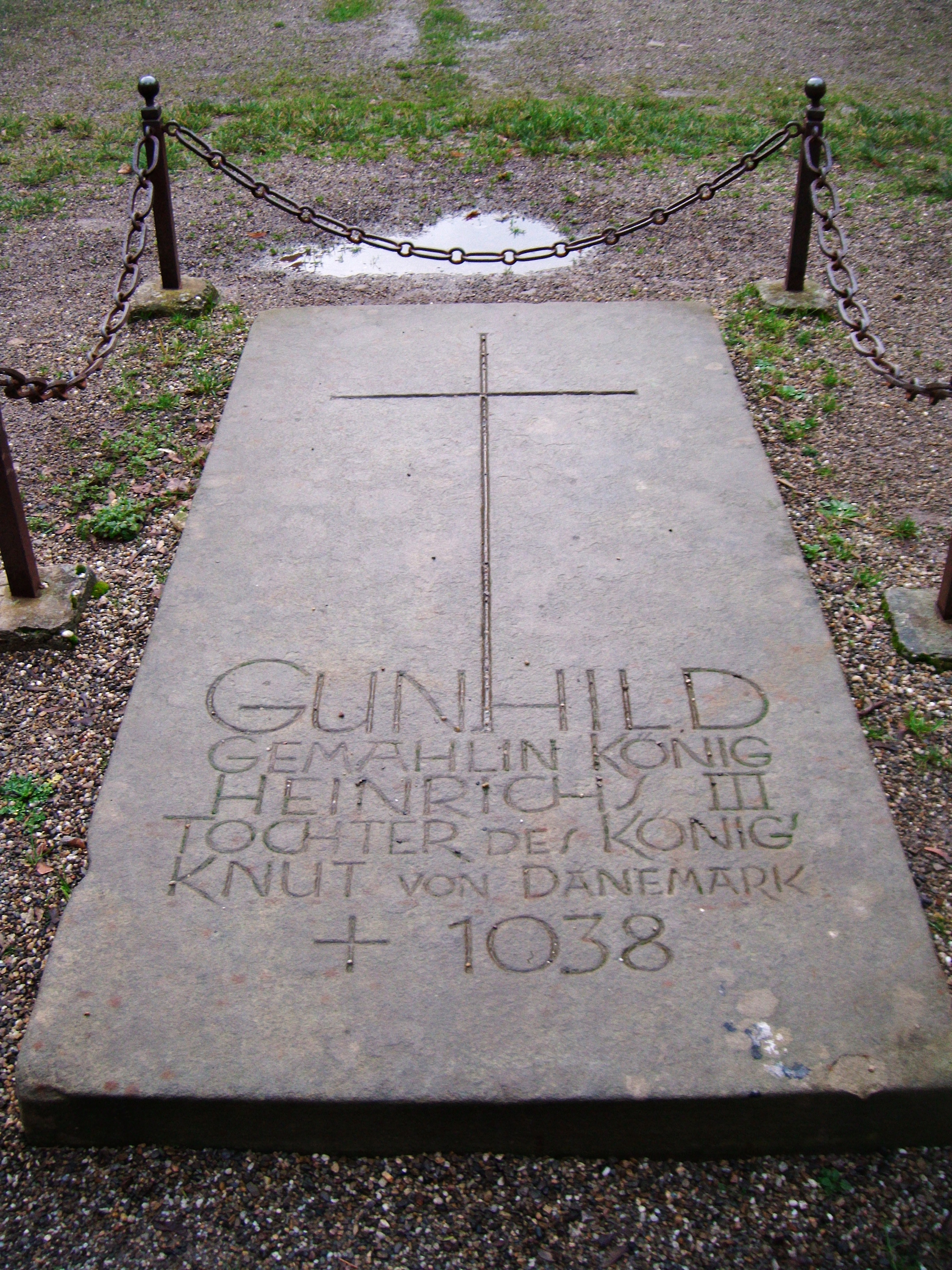
Gunhild-Grab

Als Gunhild von Dänemark, die Gattin des späteren Kaisers Heinrich III., 1038 in Italien starb, wurde ihr Leichnam über die Alpen gebracht und im Kloster beerdigt. Ob das 1935 archäologisch untersuchte Grab, das sich in prominentester Lage fand, direkt vor dem zentralen Altar vor dem Lettner, ihr zuzurechnen ist, bleibt aufgrund der Differenzen zwischen dem anthropologischen Befund und der historischen Überlieferung unsicher.
Am 3. Dezember 1038 beschloss eine Synode im Kloster Limburg in Anwesenheit des Kaisers die heute noch geltende Regel, wann die Adventsonntage im Kirchenjahr liegen und wie sie zu berechnen sind. Vorübergehend, von 1042 bis 1056, wurden die Reichskleinodien im Kloster verwahrt.
Unter Abt Einhard II., der ab 1060 zugleich Bischof von Speyer war, wurde das Kloster Limburg 1065 dem Bistum Speyer unterstellt. Seine Schätze, darunter zahlreiches goldenes liturgisches Gerät und 34 Pfund unverarbeitetes Gold, ließ Einhard II. nach Speyer abtransportieren. Erst 1120 wurde das Kloster wieder vom Bistum unabhängig, die materiellen Verluste aber wurden nicht erstattet.
In der Auseinandersetzung zwischen dem späteren Kaiser Lothar III. und dem staufischen Herzog Friedrich II., dem Erben der ausgestorbenen Salier, kam es 1128 zu einer – letztendlich folgenlosen – wochenlangen Belagerung des Klosters, in dem sich Anhänger der Staufer verschanzt hatten.
Im 12. Jahrhundert hatte die Abtei Münzrecht. Eine entsprechende Privilegierung hat sich nicht erhalten, jedoch sind entsprechende Prägungen von Denaren bekannt.
1196 erhielten die Äbte des Klosters das Recht, die bischöfliche Mitra tragen zu dürfen.

### Spätmittelalter

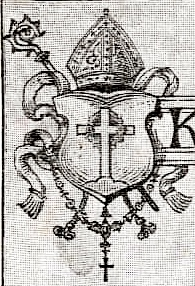
Klosterwappen: Kreuz mit Dornenkrone

1206, nach anderen Quellen 1237, wurden die Grafen von Leiningen in Nachfolge der ausgestorbenen Salier Schutzvögte des Klosters. Sie nutzten diese Stellung, um in den 1220er Jahren in unmittelbarer Nähe und auf Gelände, das im Eigentum des Klosters stand, die Hardenburg zu errichten. Erst 1249 wurde das Kloster dafür entschädigt.
Bereits 1364, dann erneut 1376 wurden die baulichen Anlagen des Klosters in Fehden der Leininger mit Worms, Mainz und Speyer stark beschädigt. 1404 musste das Kloster den Leininger Grafen zugestehen, wichtige Entscheidungen, die das Außenverhältnis des Klosters betrafen, nicht ohne deren Zustimmung zu treffen.
1416 erließ der Abt eine Gerichtsordnung, 1449 eine Marktordnung für Dürkheim und wandelte den dortigen Jahrmarkt in ein öffentliches Kirchweihfest um, das später als Dürkheimer Wurstmarkt zum größten Weinfest der Welt wurde.
1470/71 kam es im Zuge einer Erbauseinandersetzung im Haus Leiningen zu einem regionalen Krieg, bei dem zunächst leiningische Truppen das Kloster Limburg plünderten. Nur die Bibliothek und die Reliquien wurden im Kloster belassen. Der in die Auseinandersetzung involvierte Kurfürst Friedrich der Siegreiche von der Pfalz trug den Sieg davon. Die Leininger mussten ihm beim Friedensschluss auch die Vogtei über das Kloster Limburg abtreten. Diese neue Situation führte in den folgenden Jahren zu ständigen Reibereien zwischen Kloster und den Leiningern, die am 30. August 1504 darin gipfelten, dass Graf Emich IX. von Leiningen-Hardenburg das Kloster während des Landshuter Erbfolgekriegs niederbrannte.
Auch die innere Verfassung des Klosters gab zur Sorge Anlass. 1481 trat es der Bursfelder Kongregation bei, die das Ziel hatte, die Benediktiner-Klöster zu reformieren.

### Frühe Neuzeit
Das Kloster wurde nur teilweise wieder aufgebaut, 1510 bis 1540 ließen die Äbte Werner Breder von Hohenstein († 1531) und Apollo von Vilbel († 1536) zunächst die Wohngebäude und das Refektorium neu errichten. Unterbrochen wurde das 1525 von erneuten Zerstörungen im Bauernkrieg. Die Besetzung des Klosters mit Mönchen war damals nur noch gering. Es waren in der Regel weniger als 10 Personen. Von der Kirchenruine wurde deshalb von 1540 bis 1554 nur noch der Chorbereich wieder hergestellt. Dabei wurde in den Triumphbogen eine Wand eingesetzt, die den Chor von der im Übrigen Ruine bleibenden Kirche abtrennte. Im Chor wurden die gotischen Elemente, etwa die Fenster, eingefügt. Die Mauerhöhe wurde auf die Höhe der Sohlbänke des salischen Baus reduziert und ein Gewölbe eingefügt. Das Kirchenschiff blieb als Ruine stehen, womit der bauliche Verfall der Anlage begann.
Die Reformation traf das Kloster endgültig, als dessen Vogt, Kurfürst Ottheinrich, am 23. Januar 1556 den römisch-katholischen Gottesdienst verbot. 1562 widmete Abt Johann IV. von Bingenheim die Einkünfte, die in (Bad) Dürkheim dem Hospital und dem Antonius-Altar zustanden, um und finanzierte damit die Stelle eines Schullehrers. Der Kurfürst verbot, neue Mönche aufzunehmen. Seine Versuche, den Konvent zur Annahme der Reformation zu bewegen, war nur bei einigen Mitgliedern erfolgreich. Nach dem Tod des Abtes Johann IV. von Bingenheim 1574 wurde kein Nachfolger mehr gewählt. Das Kloster wurde durch die Kurpfalz säkularisiert. Der Konvent bestand damals noch aus einem Prior und zwei Mönchen. Die baulichen Anlagen verfielen nach der Säkularisation endgültig.
Im Zuge des Dreißigjährigen Kriegs versuchte die katholische Seite, sich wieder in den Besitz des Klosters zu setzen. 1621 wurde in Deutz Johann V. Jordans zum Abt ernannt, als österreichische und spanische Truppen die Kurpfalz besetzt hielten. Da aber die lutherischen Schweden in der Auseinandersetzung bald die Oberhand gewannen, wurde er wieder vertrieben. Erst 1645 wurde er vom bischöflichen Generalvikar von Speyer wieder eingesetzt. Allerdings fiel die Abtei im Westfälischen Frieden 1648 wieder an die Kurpfalz, die Abt Johann V. 1650 mit Gewalt vertrieb. Die Anlage wurde in der Folgezeit als Steinbruch genutzt.

### Seit dem 19. Jahrhundert
1843 kaufte die Stadt Dürkheim die Ruine vom Staat und ließ um sie herum und innerhalb des Kirchenschiffs einen romantischen englischen Landschaftsgarten durch den Heidelberger Universitätsgärtner und großherzoglich badischen Gartendirektor Johann Christian Metzger (1789–1852) anlegen. Damals wurden auch erste Maßnahmen ergriffen, um die Ruine zu erhalten. 1890 und erneut 1925/26 wurden Sicherungsarbeiten durchgeführt.
1935 fanden im Chorbereich und östlich der Klosterkirche archäologische Grabungen zu der Burg, die hier vor dem Kloster stand, statt. 1988 wurden diese Ergebnisse durch Suchschnitte noch einmal bestätigt. Weitere archäologische Grabungen auf dem Gelände sollen die Kenntnisse zu dessen vorgeschichtlicher Besiedlung erweitern.
Um die Bewahrung der der baulichen Reste des Klosters Limburg bemühen sich heute die Stadt Bad Dürkheim, die staatliche Denkmalpflege von Rheinland-Pfalz und die Aktion Limburg e. V. In den Jahren 1969 bis 1982 fanden umfassende – die Ruine auch teilweise ergänzende – Sanierungen statt. Die Ergänzungen waren aus statischen, aber auch aus didaktischen Gründen erforderlich. Zu diesen Maßnahmen zählten 1979 die Wiedererrichtung des Nordturms des Westgebäudes als Widerlager, damit das Westgebäude nicht weiter wegrutschte, das Wiedereinfügen der eingestürzten Ostwand des südlichen Querhauses und die Wiedererrichtung der eingestürzten Krypta 1978 bis 1982. Mittlerweile ist die Anlage offiziell als Wohnplatz Limburg deklariert.
Am 14. Juli 2017, kurz nach Mitternacht, brach auf der Limburg ein Feuer aus, wodurch die Klosterschänke zerstört wurde. Der Wirt, der im Dach des Gebäudes übernachtete, kam dabei ums Leben.

## Anlage

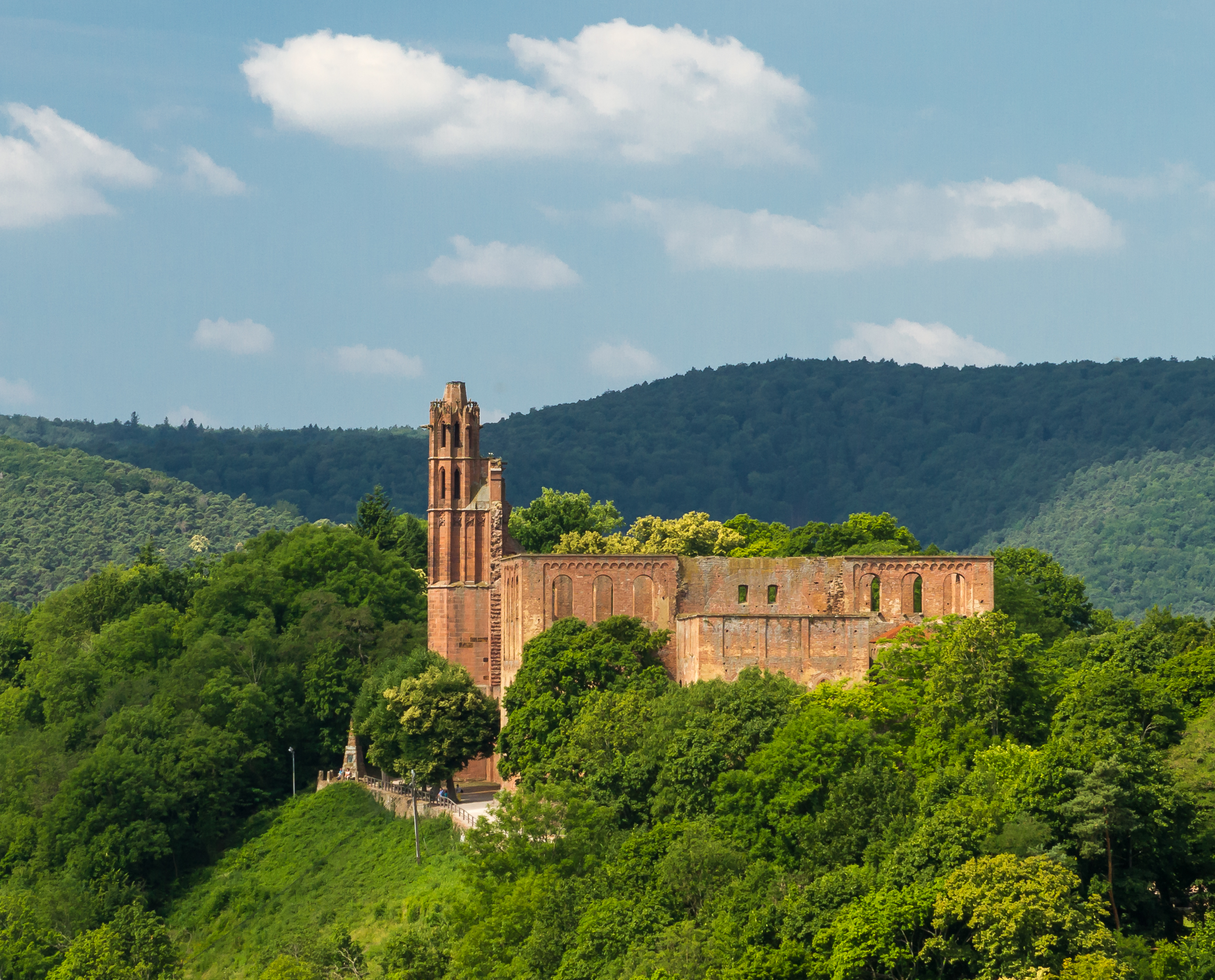
Blick auf die Ruine von Südosten, dahinter der Pfälzerwald
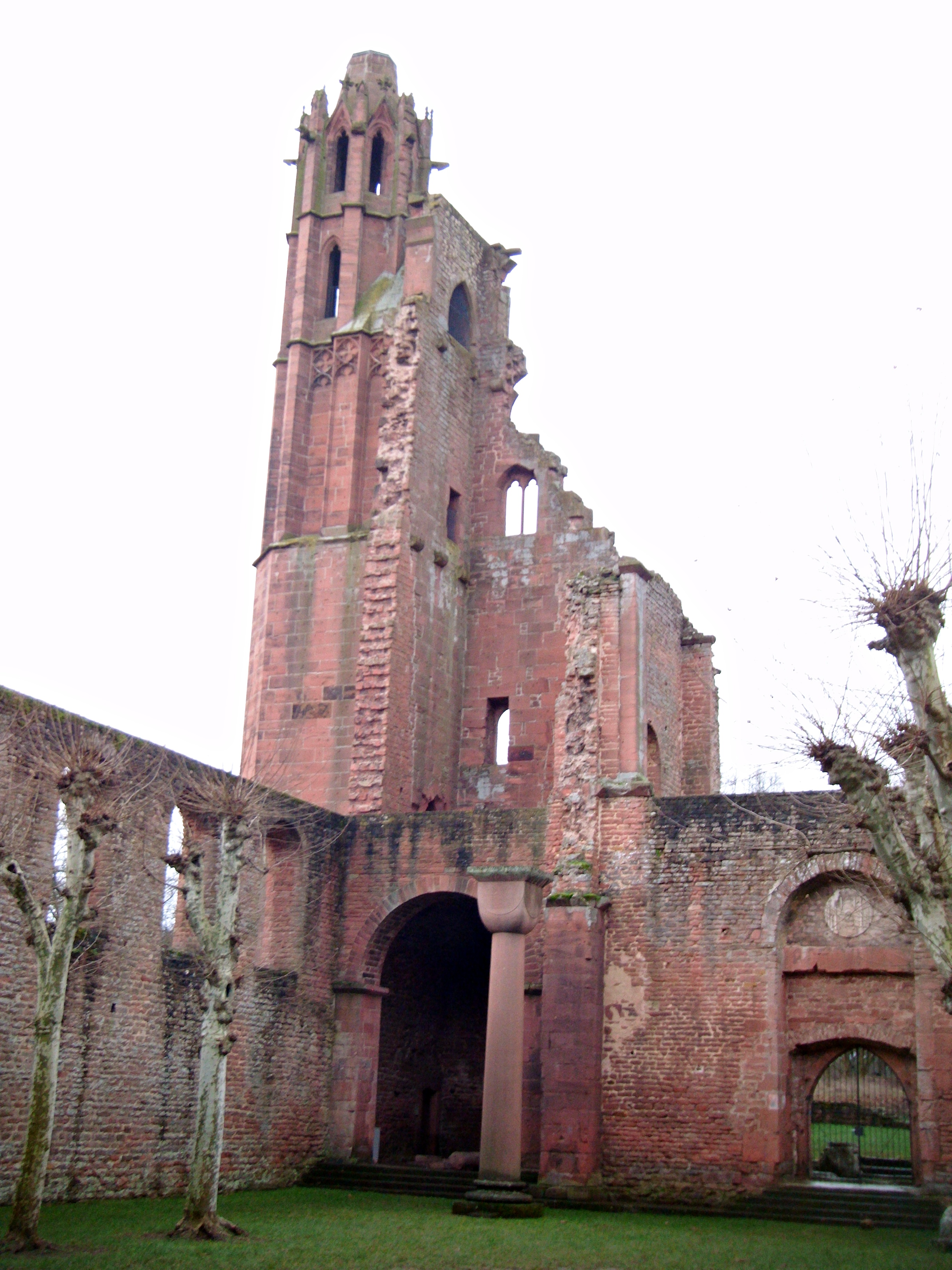
Gotischer Südwest-Turm aus dem 14. Jahrhundert
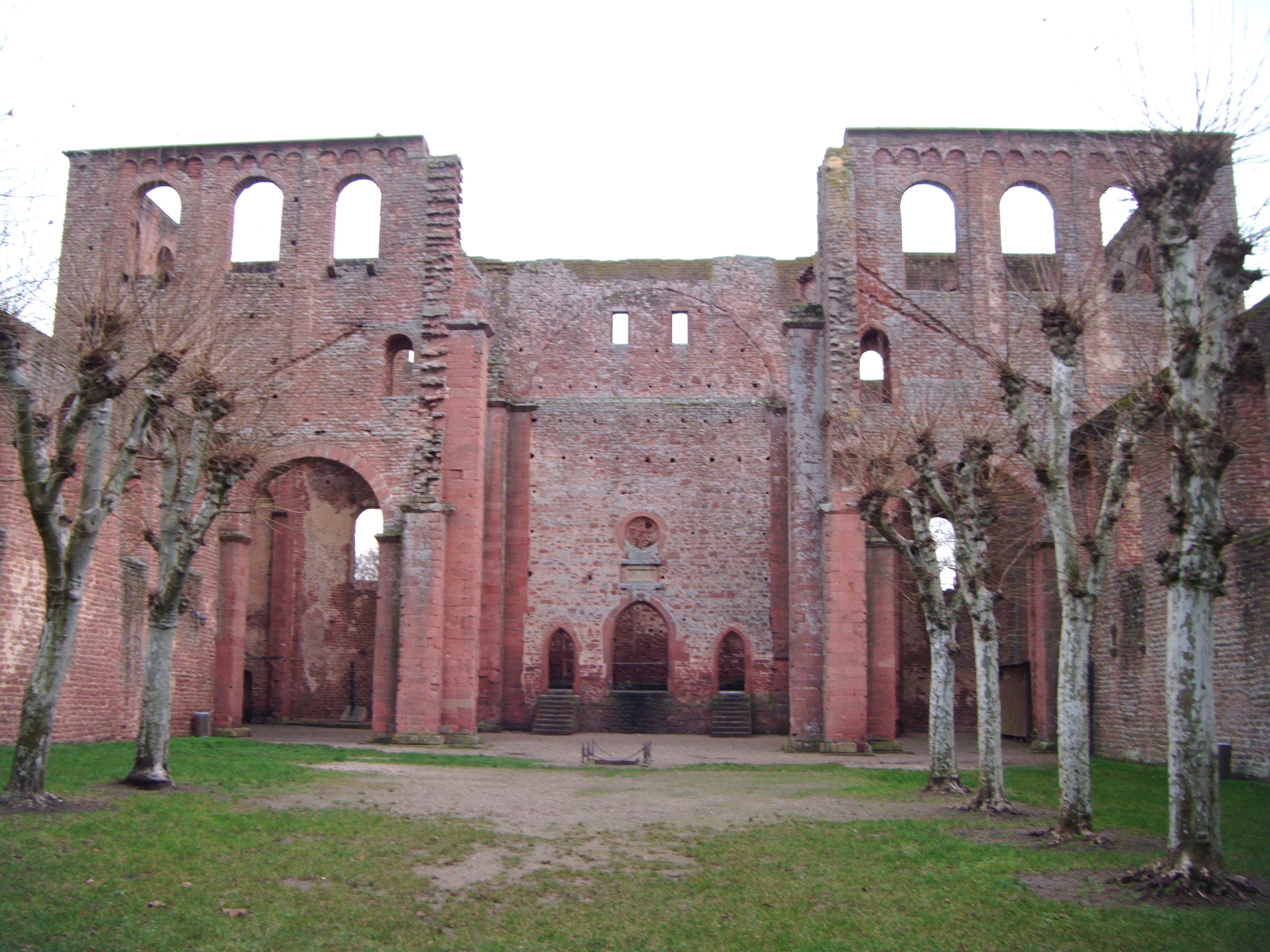
Blick aus dem Mittelschiff zum Chorbereich
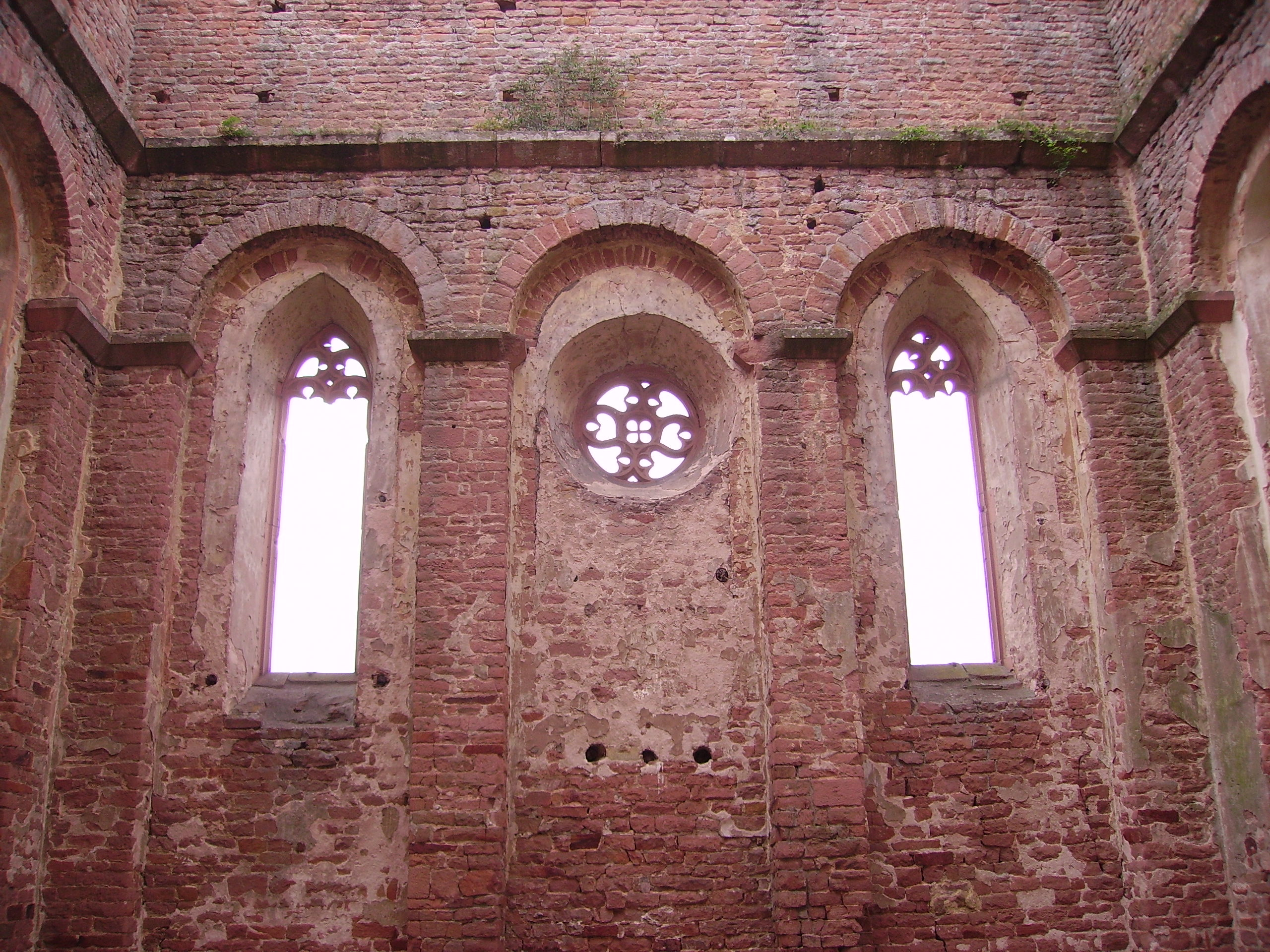
Innenansicht des Chors
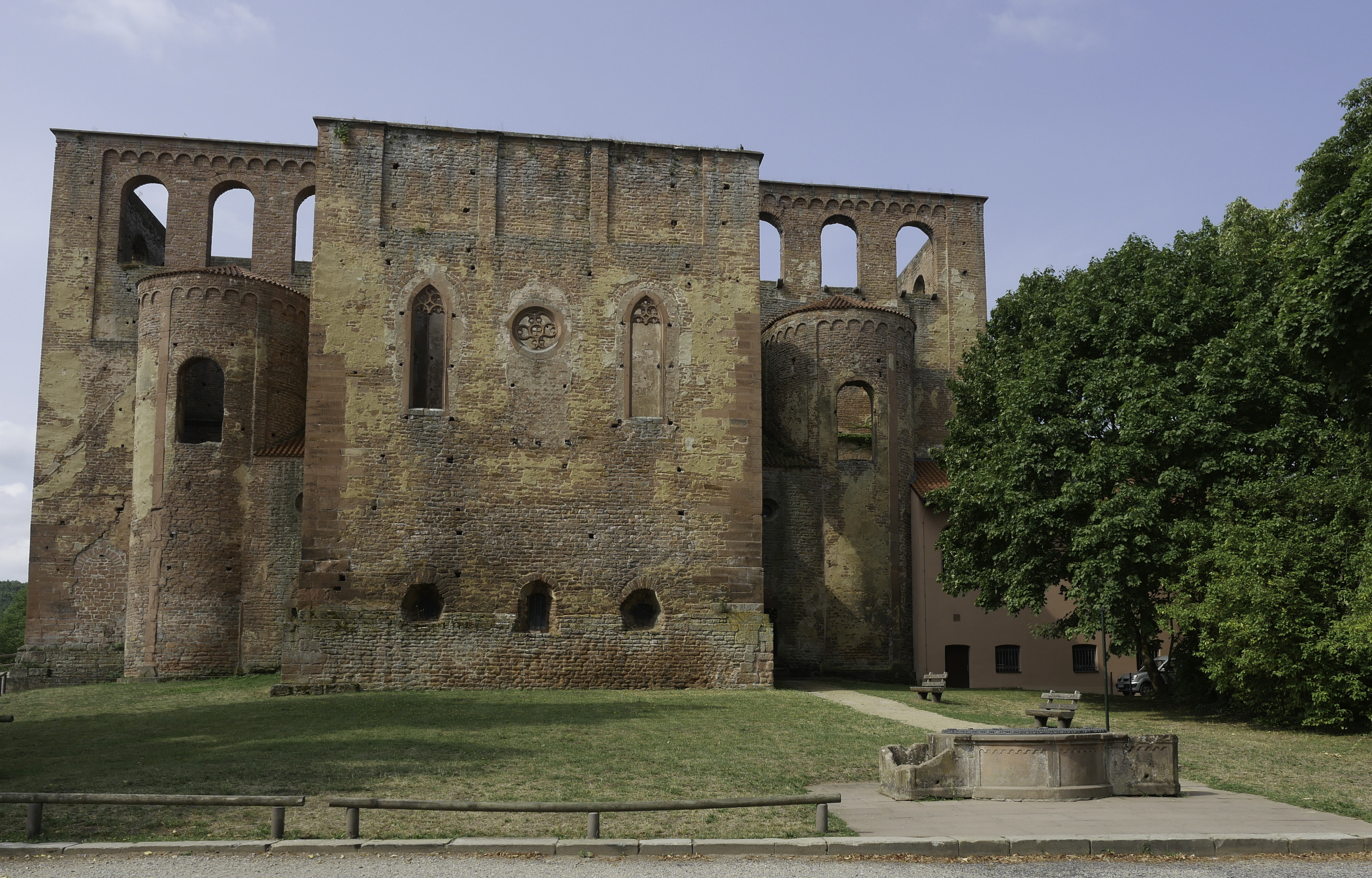
Blick auf den Chor von Nordosten
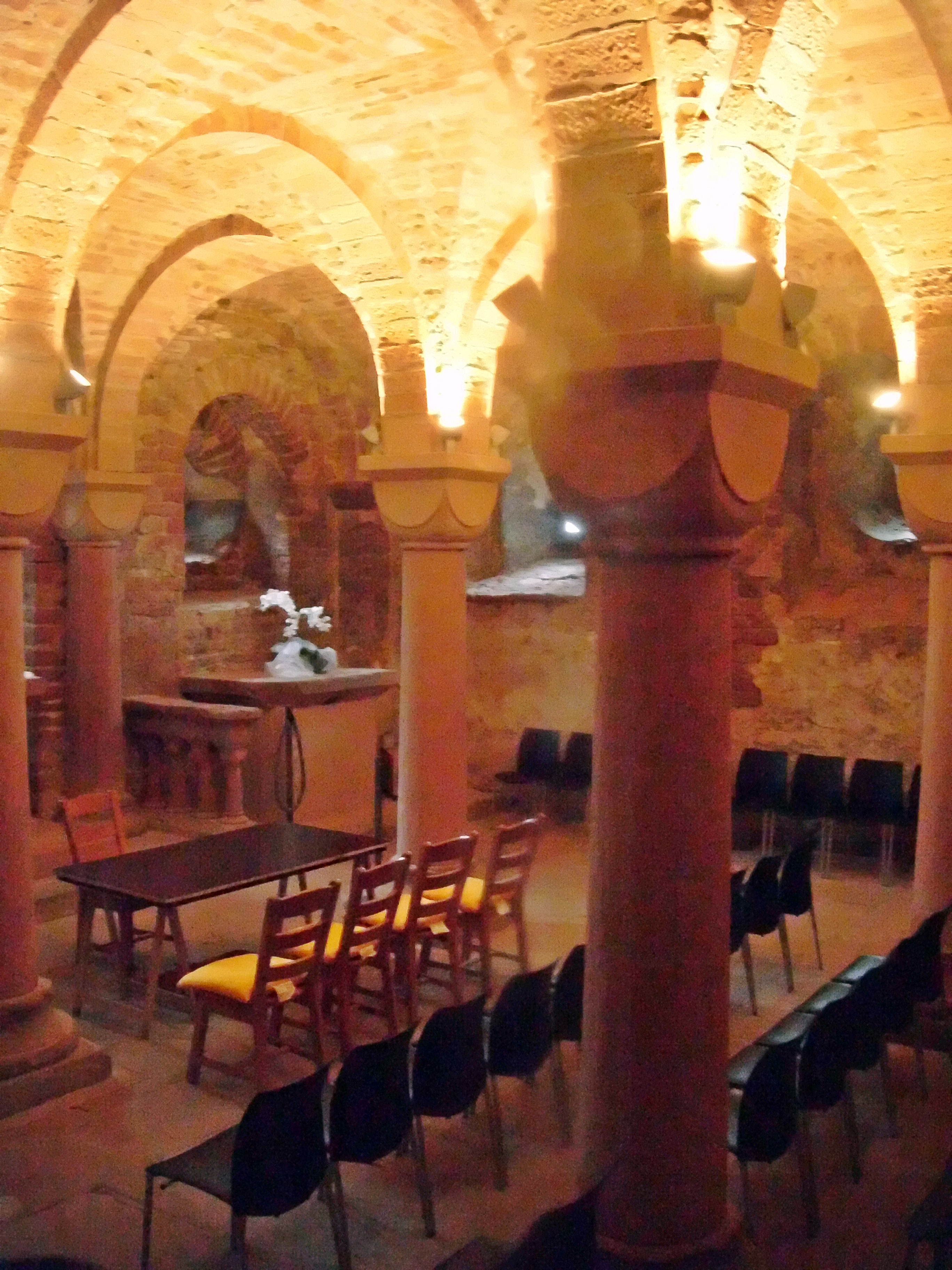
Krypta, Rekonstruktion aus den 1970er Jahren

### Umfeld
Ehemals war das ganze Plateau des Klosterbergs mit einer Mauer umgeben, von der sich wenige Überreste am südlichen Plateaurand erhalten haben. Eine Pforte nebst kleiner Kapelle mit erhaltenem Gewölbekeller bestanden westlich des Refektoriums. Die Hänge des Berges waren durch Trockenmauern terrassenförmig abgestuft und wurden landwirtschaftlich intensiv genutzt.

### Kirchengebäude

#### Äußeres
Die Kirche ist eine langgestreckte dreischiffige romanische Säulenbasilika mit Querhaus. Der Grundriss des Hauptchors ist quadratisch. Das Gebäude ist aus rotem Buntsandstein errichtet, überwiegend aus kleineren Bruchsteinen, Zierelemente dagegen aus behauenen Quadern. Die Bruchsteinflächen waren ursprünglich verputzt. Der original Verputz ist stellenweise noch erhalten. Die stets aus unverputzten Quadern bestehenden Eckabschlüsse von Querhaus und Chor sind mit einer linienhaften Ornamentik verziert, die auch auf Quadern gelben Buntsandsteins in der Krypta des Speyerer Doms vorhanden ist. Die Länge der Ruine beträgt ohne Vorhalle 73 m, die Breite des Querhauses 38 m. Die Umfassungsmauern sind im Wesentlichen noch bis zur Höhe der Mauerkrone erhalten.
Wie der südwestliche Abschluss der Kirche aussah, ist umstritten. Es gibt eine Reihe von Rekonstruktionsvorschlägen: Einige nehmen eine einem Westwerk ähnliche Dreiturmfassade, andere wiederum eine Doppelturmfassade an. Aus dem Anfang des 16. Jahrhunderts gibt es eine „Beschreibung“ des östlichen Endes der Kirche von Johannes Trithemius. Er berichtet von drei Türmen, die sechs Glocken trugen.
Dehio nimmt eine Vorhalle und ein Paradies an. Die Funktion der dort noch in geringem Umfang sichtbaren baulichen Reste könnte nur nach einer archäologischen Untersuchung festgestellt werden. Auch hier weichen die Rekonstruktionsvorschläge voneinander ab. Der Südwest-Turm stürzte im 13. Jahrhundert ein, möglicherweise bei dem Erdbeben 1289. Der heute noch bis unter die Dachbekrönung erhaltene Turm ist ein Wiederaufbau aus dem 14. Jahrhundert in gotischen Formen. In dessen drittem Obergeschoss befindet sich an der Westseite ein Relief, das die Klosterkirche darstellt. Dieser Südwest-Turm ist für die Öffentlichkeit eingeschränkt zugänglich.

#### Inneres
Vierung, Querhausarme und der etwa 1,80 m erhöhte Chor beschreiben im Grundriss jeweils ein Quadrat von 12 m Seitenlänge. Wandpfeiler und Gewände bestanden aus sorgfältig bearbeiteten Werksteinen. Während die Pfeiler und die gequaderten Gliederungen unverputzt blieben, waren die übrigen Wandflächen verputzt und – wie in mittelalterlichen Kirchen üblich – ursprünglich wohl bemalt. Die Arkaden (elf auf jeder Seite des Hauptschiffes) und die darüber liegende Wand sind eingestürzt. Einige der Säulen, die attische Basen und Würfelkapitelle hatten, wurden wieder aufgerichtet, eine ersetzt. Weitere Stellen, an denen ehemals Säulen standen, wurden durch dort gepflanzte Bäume markiert. Der Boden der gesamten Kirche ist nicht waagerecht konstruiert, sondern besitzt eine wahrnehmbare Neigung Richtung Chor.
Jeder der beiden Querschiffarme weist eine halbkreisförmige, nach Osten ausgerichtete Apsis auf. An den übrigen Außenwänden der Querhäuser fiel Licht durch außergewöhnlich große Rundbogenfenster ein, die in zwei Reihen übereinander in je drei Achsen angeordnet sind. Die Sohlbänke der Fenster weisen nach außen Kragsteine auf, deren Funktion nicht geklärt ist.
Unter dem Chor liegt die zuvor eingestürzte, 1979 rekonstruierte Krypta, der einzige Gebäudeteil der Klosterkirche, der in salischer Zeit eingewölbt war. Vier Säulen mit Würfelkapitellen tragen das Gewölbe mittig, das so drei Mal drei Joche bildet. In der Ostwand befinden sich drei Altarnischen. Die Krypta bezieht Mauerwerk mit ein, das aus der salischen Burg stammt, die hier vor dem Kloster stand.

#### Ausstattung und Bibliothek
Die Position der Chorschranken und des Lettners wurden bei den archäologischen Grabungen 1935 festgestellt. Zu den Altären, mit denen die Kirche ausgestattet war, gibt es Überlegungen. Im gotischen Südwestturm befindet sich eine Stiftergruppe mit Kaiser Konrad II. und einem Kirchenmodell, das die Kirche zeigt. Bei Restaurierungsarbeiten fand sich 1979 an der Nordwand des Querschiffs der Rest eines salischen Freskos. Es wurde geborgen und befindet sich heute im Historischen Museum der Pfalz.
Kaiser Heinrich III. schenkte dem Kloster 1047 ein Stück des Heiligen Kreuzes, das er aus Italien mitgebracht hatte.
Zwei gotische Madonnen-Figuren werden in der Literatur dem Kloster zugeschrieben. Beide wurden 1842 von Pfarrer Philipp Braun auf dem Dachboden der Kirche in Grethen gefunden. Dieser Fundort gehört zwar ins unmittelbare Umfeld des Klosters Limburg, belegt aber noch nicht, dass die Figuren aus dem Kloster stammen. Die erste, die Limburger Madonna (13. Jahrhundert), gelangte über den Kunsthandel 1879 nach Köln. Dort kann sie in der Kirche St. Maria im Kapitol besichtigt werden. Eine Replik befindet sich in St. Ludwig in Bad Dürkheim. Die zweite, wesentlich kleinere gotische Madonna steht heute in der Severikirche in Fulda.
Die Urkunden des Klosterarchivs wurden 1839 an das Kloster St. Urban in Pfaffnau, Kanton Luzern, Schweiz, verkauft. Nachdem dieses Kloster 1848 aufgelöst worden war, kamen sie ins Staatsarchiv Luzern.
Zur Bibliothek des Klosters gehörte der Dagulf-Psalter. Heute befindet er sich in der Österreichischen Nationalbibliothek in Wien. Ebenfalls zur Klosterbibliothek gehörte das Limburger Evangeliar vom Anfang des 11. Jahrhunderts, das heute in der Kölner Dombibliothek aufbewahrt wird.

### Klostergebäude

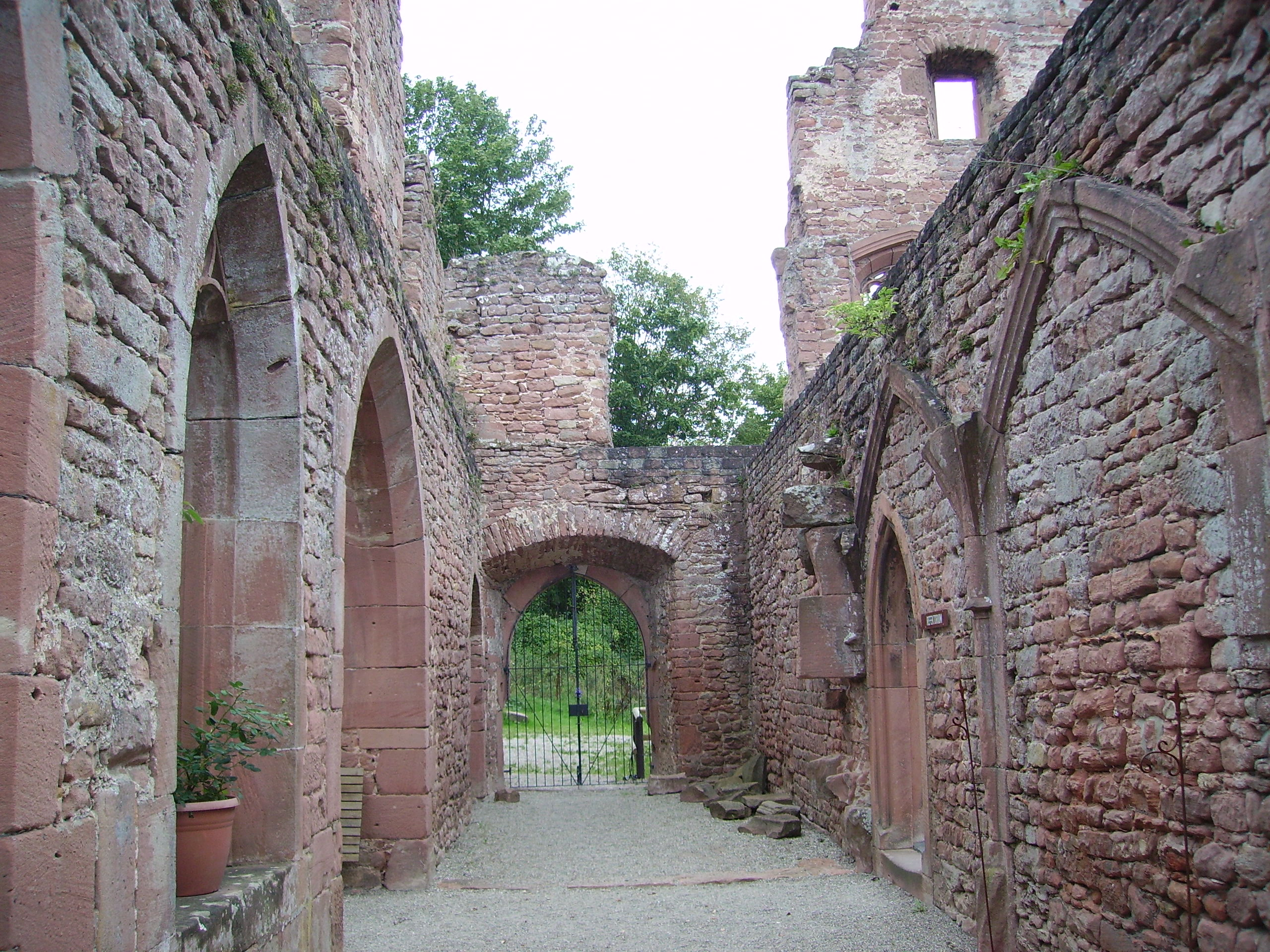
Ruine des Kreuzgangs aus dem 16. Jahrhundert

Von den ehemaligen Klostergebäuden sind einige an der Nordseite der Kirche erhalten. Dazu zählen die gotischen Reste des Kreuzgangs, des Kapitelsaals und des Winterrefektoriums. Das Sommerrefektorium im Stil der Renaissance ist in seinen Außenwänden weitgehend erhalten. Unter der modern eingezogenen Betondecke befindet sich noch das historische Kellergewölbe. Ein 86 m tiefer Brunnen, der 1972 wieder ausgeräumt wurde, liegt östlich des Kirchenchors.

## Sagen und Legenden
Kaiser Konrad II. persönlich soll an ein und demselben Tag sowohl den Grundstein des Klosters wie auch den des Kaiserdoms zu Speyer gelegt haben.
Die Sage vom nahegelegenen Teufelsstein will des Klosters Gründungsmythos sein.
Eine alte Chronik berichtet von einem unterirdischen Gang, der die Abtei Limburg mit dem westlich im Tal gelegenen Nonnenkloster Hausen verband.
Nach dem Klosterbrand von 1504 soll in der Nähe des Klosters eine goldene Krone gefunden worden sein, die ehemals das Haupt einer der oben genannten Madonnen geziert haben mochte. Der Finder schmolz das Gold ein und veräußerte den Gewinn in Gasthäusern. Als Strafe Gottes soll ihn alsbald der Tod ereilt haben.

## Heutige Nutzung
Die Anlage ist außerhalb von Veranstaltungen öffentlich zugänglich, Eintritt wird nicht erhoben. Von Juni bis Ende August finden in der Klosterruine Freilichtveranstaltungen wie Konzerte, Theater- und Opernaufführungen statt. Das Standesamt Bad Dürkheim führt in der Krypta Trauungen durch.
In der ehemaligen Sakristei der Klosterbasilika ist ein Restaurant eingebaut, die Klosterschänke Limburg. Nördlich des Kirchenschiffs und westlich der Klosterschänke befindet sich die Ruine des Refektoriums. Ihr ist ein von der Klosterschänke betriebenes Gartenlokal vorgelagert. Die Klosterschänke wurde am 14. Juli 2017 durch ein Feuer zerstört, weswegen eine Bewirtung nicht mehr möglich war. Am 1. Juni 2020 erfolgte die Neueröffnung unter neuen Pächtern mit dem Namen Konrad2.

## Wissenswertes

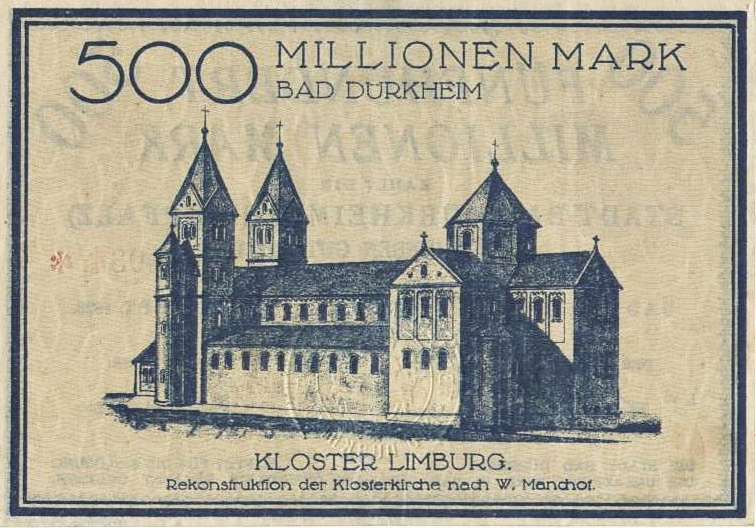
Rekonstruktionszeichnung auf einem Geldschein der Stadt Bad Dürkheim aus dem Jahr 1923

Umstritten ist, ob der hochmittelalterliche Sequenzendichter Gottschalk von Aachen zu Beginn seiner geistlichen Karriere Mönch des Klosters Limburg war. Die „Gottschalk-Skulpturen“ auf dem östlichen Areal des Bergsporns stellen Interpretationen von dessen Sequenz In octava Epiphaniae dar.
Der Ursprung der unweit vom Kloster in der Rheinebene gelegenen Gemeinde Limburgerhof wurzelt in einer ehemaligen Besitzung des Klosters Limburg.
Der pfälzische Sänger, Schauspieler und Schriftsteller Eduard Jost soll sein 1869 entstandenes Pfälzerlied, das als „Nationalhymne“ der Region gilt, beim Turm der Klosterruine Limburg gedichtet haben. Daran erinnert dort eine Steinpyramide mit Gedenktafel. Die Inspiration hierzu empfing Jost nach eigenem Bekunden „auf des Berges Gipfel“ stehend und „in süßer Ruh“ in die Ebene blickend.
Ein Geldschein der Stadt Bad Dürkheim aus dem Jahr 1923 mit dem Inflationswert „500 Millionen Mark“ zeigt eine Rekonstruktionszeichnung der Klosterkirche von Wilhelm Manchot.
Die 1953 gegründeten Dürkheimer Pfadfinder vom Stamm Salier trugen das Bild der Limburg in ihrem Wappen, das aber inzwischen in den Pfälzer Löwen geändert worden ist.
Seit 1991 wird in Bad Dürkheim alle drei Jahre der Limburg-Preis für Prosa-Literatur verliehen.
An das Kloster erinnerte der alte Name Winzergenossenschaft Vier Jahreszeiten Kloster Limburg. Nach ihrer überregionalen Ausdehnung nannte sie sich in Vier Jahreszeiten Winzer um.